# Élections constituantes de 1945 dans la Haute-Saône
Les élections constituantes françaises de 1945 se déroulent le 21 octobre.

## Mode de scrutin
Les députés sont élus selon le système de représentation proportionnelle suivant la règle de la plus forte moyenne dans le département, sans panachage ni vote préférentiel. Il y a 586 sièges à pourvoir.
Dans le département de la Haute-Saône, trois députés sont à élire.

## Élus
Les trois députés élus sont : 
| Identité         | Parti | Parti   |
| ---------------- | ----- | ------- |
| Pascal Copeau    |       | URR     |
| Robert Montillot |       | UR      |
| André Maroselli  |       | Rad-Soc |

## Résultats

### Résultats à l'échelle du département
| Parti          | Parti                | Tête de liste      | Résultats | Résultats | Sièges | Sièges |
| Parti          | Parti                | Tête de liste      | Voix      | %         |        |        |
| -------------- | -------------------- | ------------------ | --------- | --------- | ------ | ------ |
|                | URR- PCF             | Pascal Copeau      | 34 884    | 33,22     | 1      |        |
|                | Entente républicaine | Robert Montillot   | 33 183    | 31,60     | 1      |        |
|                | Rad-Soc              | André Maroselli    | 25 002    | 23,81     | 1      |        |
|                | MRP                  | Maurice Nickmilder | 11 939    | 11,37     | -      |        |
|                |                      |                    |           |           |        |        |
| Inscrits       | Inscrits             | Inscrits           | 135 014   |           | 3      |        |
| Votants        | Votants              | Votants            | 107 696   | 79,67     |        |        |
| Blancs et nuls | Blancs et nuls       | Blancs et nuls     | 2 688     | 2,50      |        |        |
| Exprimés       | Exprimés             | Exprimés           | 105 008   | 97,50     |        |        |